# リクアラ県
リクアラ県（リクアラけん、フランス語：Likouala）は、コンゴ共和国最北の県。県都はアンフォンド。2023年国勢調査速報の人口は35万5570人で、全国の5.8%を占め、12県中5位。面積は6万6044km2で、全国の19.3%を占め、12県中1位。人口密度は5.4人/km2 。

## 人口
- 1984年12月22日：4万9505人
- 1996年6月15日：6万6252人
- 2007年4月28日：15万4115人
- 2023年5月17日：35万5570人[1]

## 隣接する行政区画
- 北： ロバイエ州
- 東： 南ウバンギ州
- 南東： 赤道州
- 南： キュヴェト県
- 西： サンガ県
- 北西： サンガ・ムバエレ州

## 行政区画
リクアラ県は以下の3郡から成る。
- アンフォンド郡（英語版）
- エペナ郡（英語版）
- ドングー郡（英語版）

## 気候
リクアラ県は熱帯気候であり、3月から7月にかけては乾季、それ以外は雨季となる。